# 라울 루세스쿠
라울 안드레이 루세스쿠(루마니아어: Raul Andrei Rusescu, 1988년 7월 9일 ~ )은 루마니아의 축구 선수이다. 현재 라메지아 테르메에서 뛰고 있다. 포지션은 스트라이커이다.